# Eugène Czolij

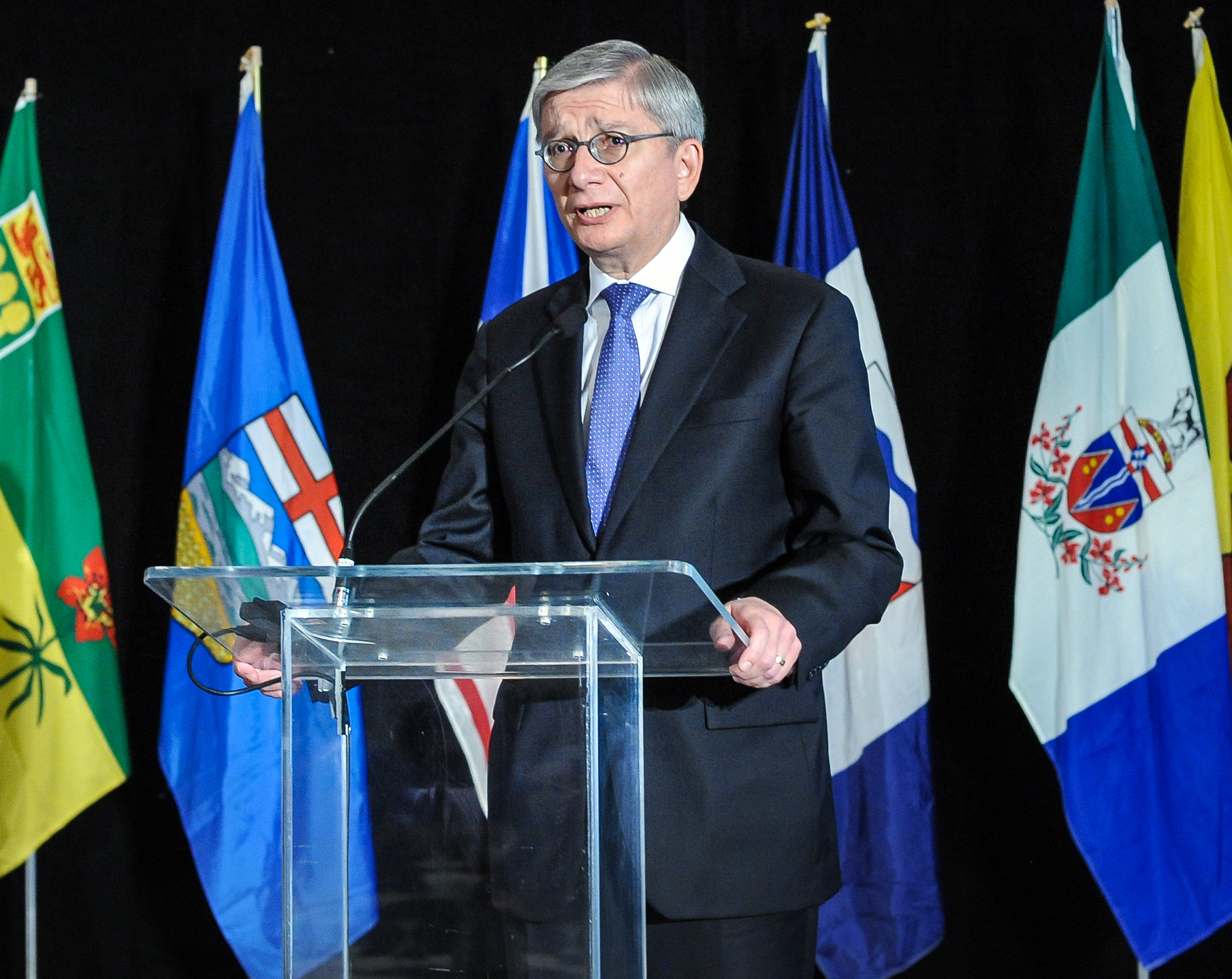
Le président du Congrès Mondial Ukrainien, Eugène Czolij, s’est adressé au XXVe Congrès Triennal des Ukrainiens Canadiens, la plus haute instance du Congrès des Ukrainiens Canadiens, le 2 octobre 2016, à Regina, Canada.

Eugène Czolij, né en 1959 à Montréal, est un avocat canadien qui a été président du Congrès mondial ukrainien de 2008 à 2018.

## Carrière d'avocat
Il a été admis au Barreau du Québec en 1982 et est un associé de Lapointe Rosenstein Marchand Melançon, l’un des plus importants cabinets juridiques indépendants au Québec. Il plaide devant la Cour suprême du Canada et les tribunaux de tous les niveaux au Québec. Sa pratique légale comprend le litige corporatif et commercial, ainsi que le droit de l’insolvabilité et de la restructuration. 
Depuis 2012, il est inscrit au palmarès de Best Lawyers, l’une des publications les plus anciennes et les plus respectées au sein de la profession juridique, dans ses champs de pratique. 

## Rapports avec l'Ukraine
Il est chef de la mission internationale d’observation du Congrès mondial ukrainien pour les élections législatives ukrainiennes de 2019. Depuis 1993, il est membre du conseil d’administration du Congrès Mondial Ukrainien. Pendant 10 ans, de 2008 à 2018, il a été président du Congrès mondial ukrainien. Lors de son deuxième mandat quinquennal à titre de président du Congrès mondial ukrainien, il a fait 147 voyages internationaux dans 51 pays, où il a participé à 1 500 rencontres bilatérales avec des hiérarques de l’Église et des hauts fonctionnaires de gouvernements étatiques et d’organisations internationales (telles que l’ONU, l’OSCE, le Conseil de l’Europe, l’OTAN et l’Union européenne), fait 160 allocutions publiques lors d’événements officiels et pris part à 200 rencontres communautaires. Le Congrès mondial ukrainien est une association internationale de coordination pour les communautés ukrainiennes de la diaspora représentant les intérêts de plus de 20 millions d’Ukrainiens. Il possède un réseau d’organisations membres et des liens avec des Ukrainiens dans 62 pays. Fondé en 1967, le Congrès a été reconnu par le Conseil économique et social des Nations Unies en 2003 comme une organisation non gouvernementale avec un statut spécial consultatif et il a obtenu en 2018 le statut de participant à titre d’organisation internationale non gouvernementale auprès du Conseil de l’Europe.  
En 2016, il a reçu le titre de docteur honoris causa de l’université nationale polytechnique de Lviv en Ukraine pour sa contribution à la promotion des intérêts et de l’euro‑intégration de l’Ukraine. 
En 2019, il a reçu le titre de docteur honoris causa de l’Université nationale « Académie Mohyla de Kyiv » en Ukraine pour ses réalisations exceptionnelles en tant que leader communautaire.
Depuis 2004, il est membre du conseil d’administration de la caisse populaire Desjardins ukrainienne de Montréal (il a été président de 2006 à 2019). Depuis 2006, il est membre du conseil d’administration du Council of Ukrainian Credit Unions of Canada. Depuis 2018, il est membre de la Table de concertation de proximité de l’Est de Montréal de la Fédération des caisses Desjardins du Québec, le plus grand groupe financier coopératif du Canada (de 2009 à 2018, il a été membre du conseil régional des caisses Desjardins, Est de Montréal de la Fédération des caisses Desjardins du Québec).  
Depuis 1994, il est membre du conseil d’administration du Congrès des Ukrainiens Canadiens (il a été président de 1998 à 2004). 

## Récompenses et distinctions
Il a reçu plusieurs distinctions honorifiques, dont la Médaille du jubilé de diamant de la reine Élisabeth II, la Médaille du jubilé de la reine Élisabeth II, l’Ordre du mérite de l’Ukraine Degré III, la Médaille commémorative du Président de l’Ukraine - « 25 ans d'indépendance de l’Ukraine », la Médaille du Comité national olympique ukrainien, la Médaille de Saint-Volodymyr-le-Grand du Congrès Mondial Ukrainien et la Médaille Chevtchenko du Congrès des Ukrainiens Canadiens.

## Vie privée
Il est marié et a trois enfants et deux petits‑enfants. 